# Neripperichal
Neripperichal è una suddivisione dell'India, classificata come census town, di 15.632 abitanti, situata nel distretto di Coimbatore, nello stato federato del Tamil Nadu. In base al numero di abitanti la città rientra nella classe IV (da 10.000 a 19.999 persone).

## Società

### Evoluzione demografica
Al censimento del 2001 la popolazione di Neripperichal assommava a 15.632 persone, delle quali 8.089 maschi e 7.543 femmine. I bambini di età inferiore o uguale ai sei anni assommavano a 1.834, dei quali 946 maschi e 888 femmine. Infine, coloro che erano in grado di saper almeno leggere e scrivere erano 10.173, dei quali 5.955 maschi e 4.218 femmine.